# Robert Dalban
Robert Dalban; właściwie Gaston Barré (ur. 19 lipca 1903 w Celles-sur-Belle, zm. 3 kwietnia 1987 w Paryżu) – francuski aktor filmowy.
Dalban w ciągu przeszło 50 lat aktorskiej kariery zagrał w ponad 200 filmach tworząc zwykle charakterystyczne role drugoplanowe i epizodyczne. Występował m.in. w roli redaktora naczelnego gazety, w której pracuje dziennikarz Fandor w komediowym cyklu o Fantomasie: Fantomas (1964), Fantomas wraca (1965) i Fantomas kontra Scotland Yard (1967).
Zmarł nagle w paryskiej restauracji podczas kolacji z przyjaciółmi. Pochowany na cmentarzu w miejscowości Jouars-Pontchartrain.

## Filmografia
- Baryłeczka (1945) jako Oscar
- Kto zabił? (1947) jako Paulo
- Kości rzucone (1947) jako Georges
- Berlin Express (1948) jako szef francuskiego wywiadu
- Manon (1948) jako dozorca hotelu
- Mury Malapagi (1949) jako Bosco
- Przechodzień (1951) jako handlarz
- Siedem grzechów głównych (1952) jako właściciel jarmarku
- Minuta zwierzeń (1952) jako pan Taboureau
- Kiedy przeczytasz ten list (1953) jako Dick
- Opętanie (1954; lub inny tytuł – Obsesja) jako inspektor Chardin
- Na trasie do Bordeaux (1955) jako Gilier
- Jak bezpańskie psy (1955) jako Joseph, linoskoczek
- Syn kochanej Karoliny (1955) jako kapitan żandarmerii
- Widmo (1955) jako pracownik stacji benzynowej
- Prawo ulicy (1956) jako kierowca ciężarówki
- Kawaler króla jegomości (1958) jako Barberin
- Podpisano Arsen Lupin (1959) jako inspektor Béchoux
- Zdarzyło się pewnej nocy (1960) jako Lenormand
- Madame Sans-Gêne (1961) jako instruktor
- Kłopotliwa narzeczona (1961)
- Tajemnice Paryża (1962) jako właściciel zajazdu
- Odpoczynek wojownika (1962) jako policjant, który zwalnia Renauda
- Inspektor Leclerc (1962; serial TV) jako Brunel
- Występek i cnota (1963) jako niemiecki wojskowy
- Gentleman z Cocody (1964) jako Pepe
- Fantomas (1964) jako redaktor naczelny
- Fantomas wraca (1965) jako redaktor naczelny
- Niebieskie ptaki (1965) jako portier w hotelu
- Sławna restauracja (1966) jako francuski konspirator
- Fantomas kontra Scotland Yard (1967) jako redaktor naczelny
- Z powodu Alberta (1968) jako inspektor Albert Gouvion
- Mózg (1969) jako zakatarzony belgijski wartownik
- Nie pije, nie pali, nie podrywa, ale... (1969) jako pan Delpuech
- Mój wujaszek Benjamin (1969) jako Jean-Pierre, ojciec Manette
- Roztargniony (1970) jako Mazelin
- Był sobie glina... (1971) jako komisarz Chauvet
- Słynne ucieczki (1972; serial TV) jako La Ramée
- Nieszczęścia Alfreda (1972) jako Gustave, szofer Morela
- Tajemniczy blondyn w czarnym bucie (1972) jako fałszywy dostawca
- Gdzie się podziała siódma kompania? (1973) jako rolnik
- Waliza (1973) jako Mercier
- Odnaleźliśmy siódmą kompanię (1975) jako płk. Bricard
- Niepoprawny (1975) jako Freddy
- Dracula: Ojciec i syn (1976) jako recepcjonista w hotelu
- Ostatnia rozgrywka (1977) jako taksówkarz
- Ucieczka (1978) jako właściciel baru
- Zabójczy parasol (1980) jako Jean-Robert, dyrektor kawiarnianego teatru
- Prywatka (1980) jako Serge, kelner
- Pechowiec (1981) jako technik
- Prywatka 2 (1982) jako Serge, kelner
- Nędznicy (1982) jako woźnica
- Byle przed ślubem (1982) jako Marcel
- Trzech ojców (1983) jako recepcjonista w hotelu